# Ana (madre de María)
Según la tradición cristiana e islámica, Santa Ana era la madre de María, la esposa de Joaquín y la abuela materna de Jesús. La madre de María no aparece nombrada en los evangelios canónicos de la Biblia, ni tampoco en el Corán. El nombre de Ana y de Joaquín, proceden únicamente de los evangelios apócrifos, entre los cuales está el Protoevangelio de Santiago que data del siglo II.
Es considerada patrona de diversas ciudades y países, así como de las mujeres trabajadoras y los mineros, pues se considera a Jesús el oro y María la plata. Su fiesta es el 26 de julio.

## Ana en los evangelios apócrifos y en el islam
El nombre es conocido en hebreo como Hannah. Todo lo que se conoce sobre su vida, incluso su nombre, está basado en los Evangelios apócrifos, no admitidos por la Iglesia dentro de sus libros canónicos. Según estos, santa Ana era natural de Belén.
De acuerdo con el padre Johann Eck de Ingolstadt, en un sermón sobre Santa Ana (publicado en París en 1579) los padres de Ana eran Matán y Emerencia. Descendía del rey David y de Leví (casta sacerdotal).
Matán (Mt. 1,15) era natural de Belén, se dedicaba a la crianza de ovejas.
Según Julio Africano, Matán, en un primer matrimonio con una mujer llamada Estha, tuvo un hijo llamado Santiago, quien llegó a ser padre de José de Nazaret.
Estha, en un primer matrimonio, fue madre de Helí o Joaquín (padre de María Santísima), que con el tiempo se casó con Ana.
Estha murió al nacer Santiago y Matán se volvió a casar con Emerencia y fueron padres de Ana (madre de María Santísima).
Emerencia, antes de casarse con Matán, estuvo casada con Eliud, de la tribu de Levi, y tuvo dos hijas: Sobe y Mahara. Sobe fue madre de Isabel, de quien nació el Bautista.
Según el Protoevangelio de Santiago, Joaquín y Ana eran una pareja acomodada, pero infértil. Joaquín fue rechazado al llevar su ofrenda al templo por no tener descendencia. Apenado, Joaquín no volvió a su casa, sino que se dirigió a una montaña, donde rogó a Dios que le diera un hijo ayunando durante 40 días y 40 noches; Ana, mientras tanto, lloraba su dolor. Entonces un ángel se les apareció simultáneamente, anunciando que sus ruegos habían sido escuchados y que concebirían un hijo.
Ana prometió dedicar al niño al servicio de Dios, y cumplidos los nueve meses dio a luz a una niña a la que llamó Miriam (María). Al cumplir los tres años, Joaquín y Ana llevaron a María al templo para consagrarla a Dios como habían prometido. María vivió en el templo hasta que cumplió los 12 años, edad en la que fue entregada a José como esposa.
En el Islam se reconoce su vida de devoción, fe y esperanza y es descrita en el Corán, de manera similar a los evangelios apócrifos ya mencionados. Hannah era esposa de Joaquín e hija de quien no tuvo hijos hasta su vejez. Ambos, Hannah y Joaquín, llevaban una vida modesta en la ciudad de Nazaret y contaban ya una edad avanzada al momento de ser padres de María. Un día, Hannah quedó fascinada al ver un pájaro alimentando a sus crías bajo un árbol, hecho que suscitó en ella el deseo de ser madre. Oró a Yahvé por un hijo y prometió consagrarlo a su servicio en el Templo. Finalmente, ella concibió y en efecto dio a luz, pero Joaquín murió antes del nacimiento de la criatura, quien resultó ser, en contra de sus expectativas, una niña. Las palabras de Hannah al nacer la pequeña fueron:

Y cuando dio a luz a una hija, dijo:«¡Señor! Lo que he dado a luz es una hembra -bien sabía Alá lo que había dado a luz - y un varón no es igual que una hembra. Le he puesto por nombre María y la pongo bajo Tu protección contra el maldito Demonio, y también a su descendencia».
Corán, "La familia de Imrám", vers. 36.

## Historia del culto
El culto a Santa Ana se desarrolló fundamentalmente a partir de la Baja Edad Media, con abundantes ermitas e iglesias, así como retablos, muchos de los cuales se conservan en la actualidad. En el caso de la congregación religiosa de los Carmelitas Descalzos, está documentada la difusión del culto a Santa Ana por Aragón, a partir de la fundación de su convento en Tarazona en 1603, por lo que esta difusión continuó en la Edad Moderna.

## Iconografía

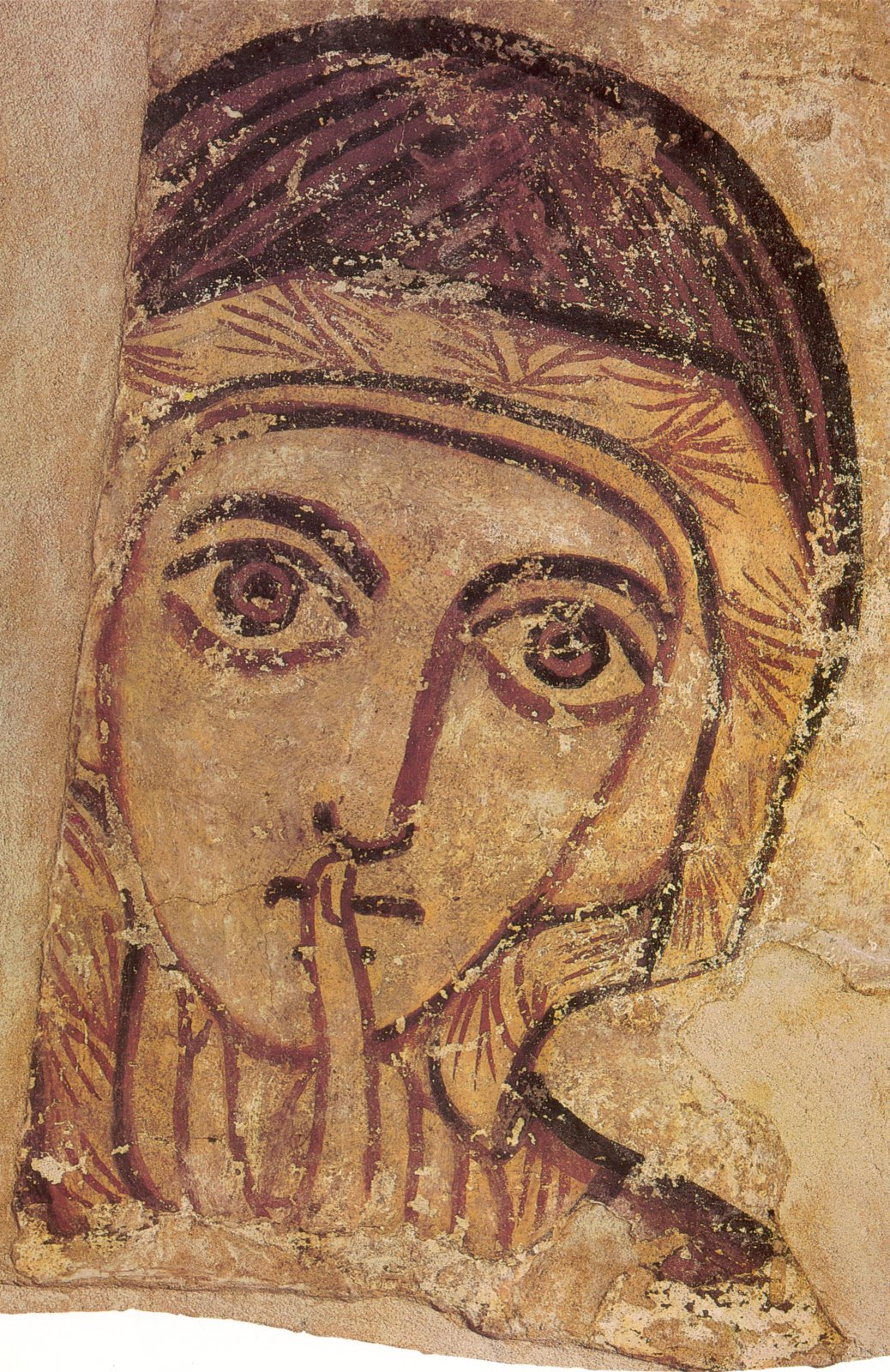
Representación copta de santa Ana,.

En la iconografía occidental, Ana puede reconocerse por la larga túnica, generalmente roja y un manto que le cubre la cabeza, a menudo sosteniendo un libro. También puede encontrarse a Ana acompañada por una pequeña María, quien sostiene, a veces, al Niño Jesús en brazos. Tales representaciones trinitarias reflejan de manera especular a representaciones similares de la Trinidad y a veces se producían en parejas.
El tema iconográfico de El encuentro en la Puerta de Oro aúna ambos puntos de vista, y fue un componente regular de ciclos artísticos de la Vida de la Virgen. La pareja se encuentra en la «Puerta de Oro» de Jerusalén y se abrazan. Son conscientes del embarazo de Ana, del que ya les había informado un arcángel por separado. El nacimiento de la Virgen, la Presentación de María y el Matrimonio de la Virgen eran componentes usuales de ciclos de la Vida de la Virgen en la que se muestra normalmente a Ana.
No se suele mostrar a Ana en el Nacimiento de Cristo, pero frecuentemente se la representa con el Niño Jesús en varios temas. Se cree que se la representa a veces en escenas de la Presentación de Jesús en el Templo y la Circuncisión de Cristo pero en el primer caso esto probablemente sea una identificación errónea por confusión con Ana la Profetisa. Ana no es representada con Cristo adulto, así que se considera que murió durante la juventud de Jesús. Ana también es mostrada como la matriarca de la Sagrada Familia, la familia amplia de Jesús, un tema popular en la Alemania de la Baja Edad Media. En esta época, eran frecuentes las imágenes de santa Ana en una imagen triple, es decir, santa Ana, en sus brazos la Virgen María y en los brazos de ésta el Niño Jesús.
Esta iconografía familiar de la Santa con su hija y nieto en una misma imagen fue muy usual durante la Edad Media y la Edad Moderna, siendo repetidas las veces que aparece en esculturas o pinturas; esta tipología se conoce también como Triple santa Ana, o Sagrada Parentela. Leonardo da Vinci o Rafael Sanzio cultivaron este tipo de representaciones, entre otros muchos artistas.

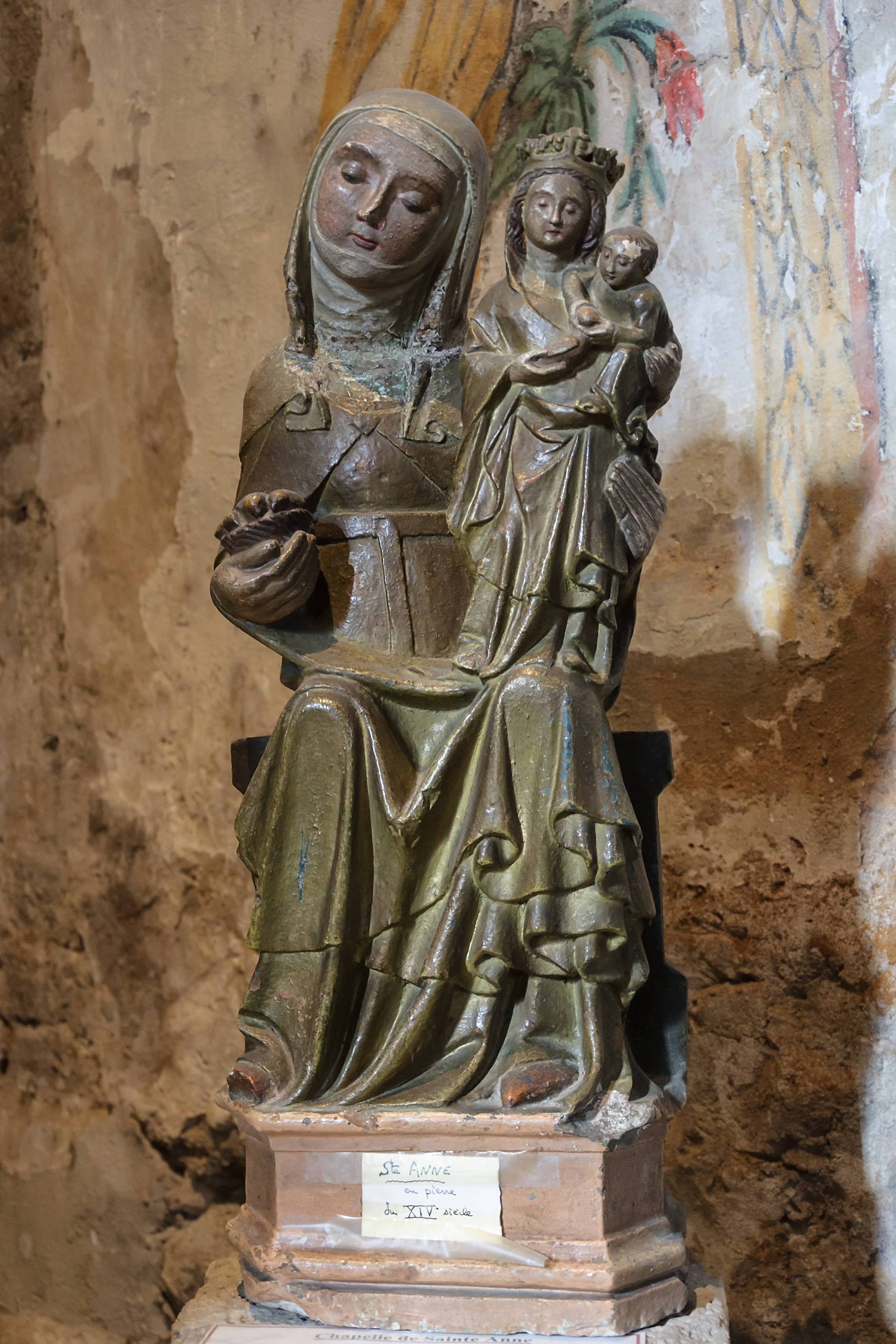
Ana con María y Jesús, siglo XV.
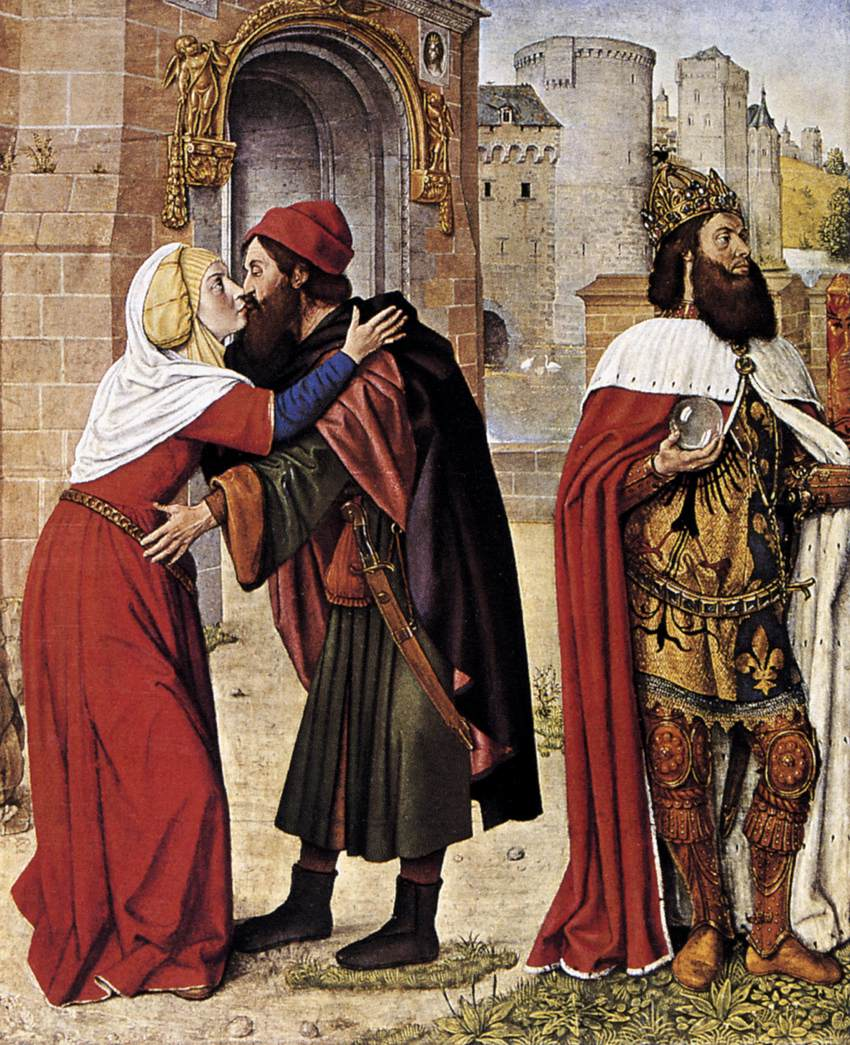
Maestro de Moulins: El encuentro en la Puerta de Oro, hacia 1488.
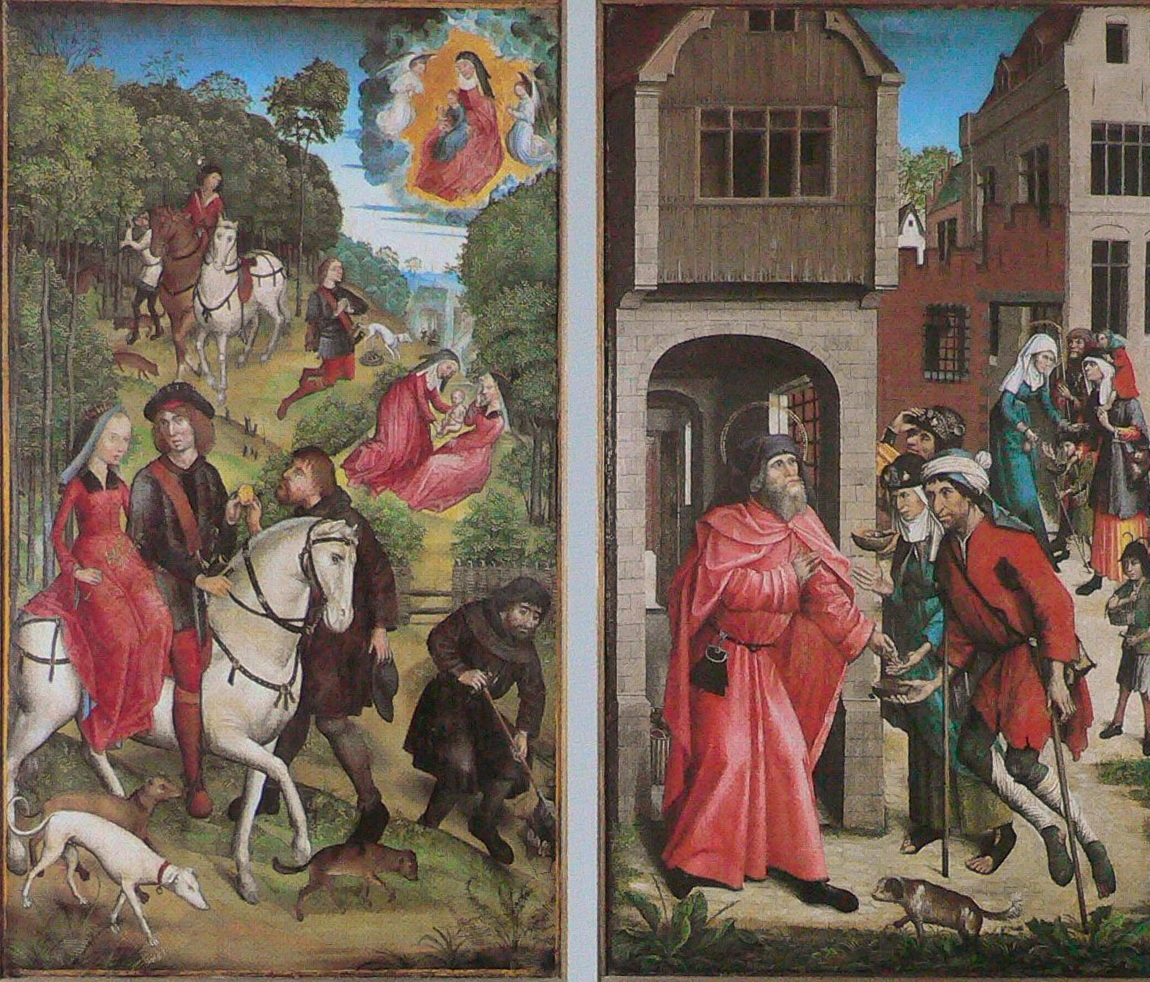
Representación alemana del siglo XV, Leyendas de Santa Ana.
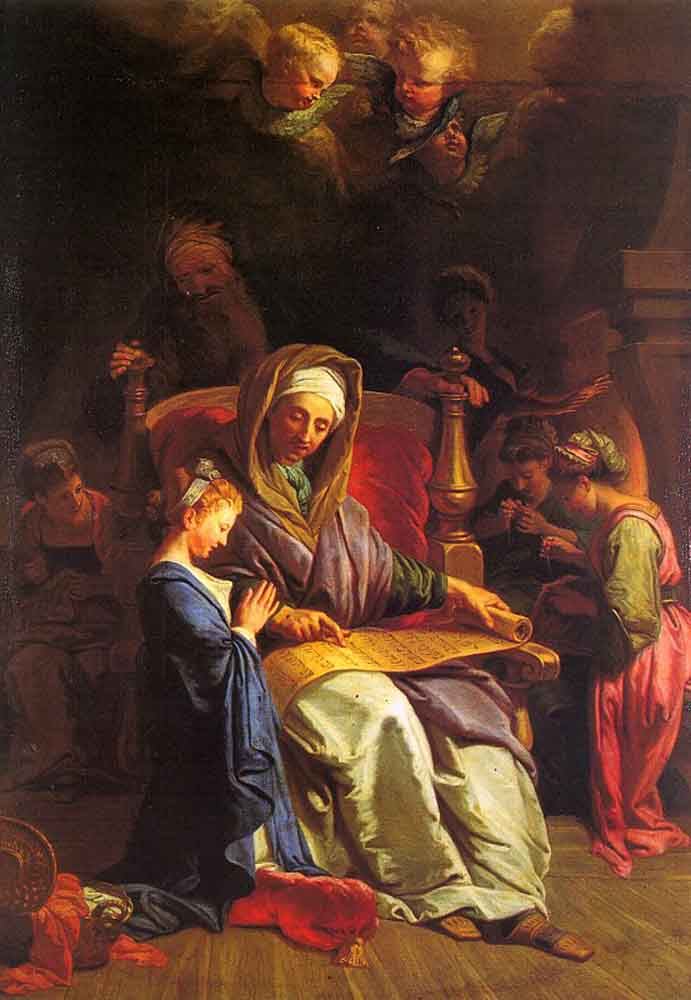
Jean Jouvenet: Educación de la Virgen, hacia 1700.